# Szymonki
Szymonki – wieś w Polsce położona w województwie wielkopolskim, w powiecie rawickim, w gminie Jutrosin.
W okresie Wielkiego Księstwa Poznańskiego (1815-1848) miejscowość wzmiankowana jako Szymonki należała do wsi większych w ówczesnym pruskim powiecie Kröben (krobskim) w rejencji poznańskiej. Szymonki należały do okręgu jutroszyńskiego tego powiatu i stanowiły część majątku Dubinko, którego właścicielem był wówczas (1846) książę Adam Jerzy Czartoryski. Według spisu urzędowego z 1837 roku wieś liczyła 145 mieszkańców, którzy zamieszkiwali 13 dymów (domostw).
W latach 1975–1998 miejscowość administracyjnie należała do województwa leszczyńskiego.